# The Book of Vision
The Book of Vision és una pel·lícula de drama psicològi del 2020 dirigida per Carlo S. Hintermann (en el seu llargmetratge narratiu director debut) i protagonitzada per Charles Dance, Lotte Verbeek i Sverrir Gudnason. Terrence Malick fa de productor executiu.
Va ser seleccionada com a pel·lícula d'obertura de la Setmana Internacional de la Crítica al 77a Mostra Internacional de Cinema de Venècia.

## Argument
En l'actualitat, la jove doctora Eva deixa enrere la seva prometedora carrera per estudiar història de la medicina, qüestionant-ho tot, des de la seva naturalesa fins al seu cos, la seva malaltia i el destí segellat. Johan Anmuth és un metge prussià del segle XVIII en lluita perpètua entre l'auge del racionalisme i les formes antigues d'animisme. El Llibre de la visió és un manuscrit que escombra aquestes dues existències, barrejant-les en un vòrtex interminable. Res caduca al seu temps. Només el que desitgeu és real, no només el que passa.

## Repartiment
- Charles Dance com a Johan Anmuth
- Lotte Verbeek com a Eva / Elizabeth
- Sverrir Gudnason com a Dr Nils Lindgren
- Filippo Nigro
- Isolda Dychauk
- Rocco Gottlieb
- Justin Korovkin com a Günter
- Giselda Volodi
- Vera Graziadei com a Rivka Sorkin / Mrs Dobileit